# Đavolja Varoš
Đavolja Varoš (Ђавоља варош, pol. Miasto Diabła) – zespół osobliwych form skalnych położonych w paśmie Radan w południowej Serbii, w pobliżu miasta Kuršumlija. Składa się z 202 stożkowatych kolumn i iglic o wysokości 2-15 m i średnicy 0,5-3,0 m u podstawy, z charakterystycznymi "czapkami" na ich szczytach, w postaci głazów andezytowych.
Z formami skalnymi Đavolja Varoš wiąże się legenda, według której diabeł usiłował doprowadzić do ślubu brata z siostrą. Jednakże siła wyższa zamieniła orszak weselny w skały, aby nie dopuścić do grzechu.

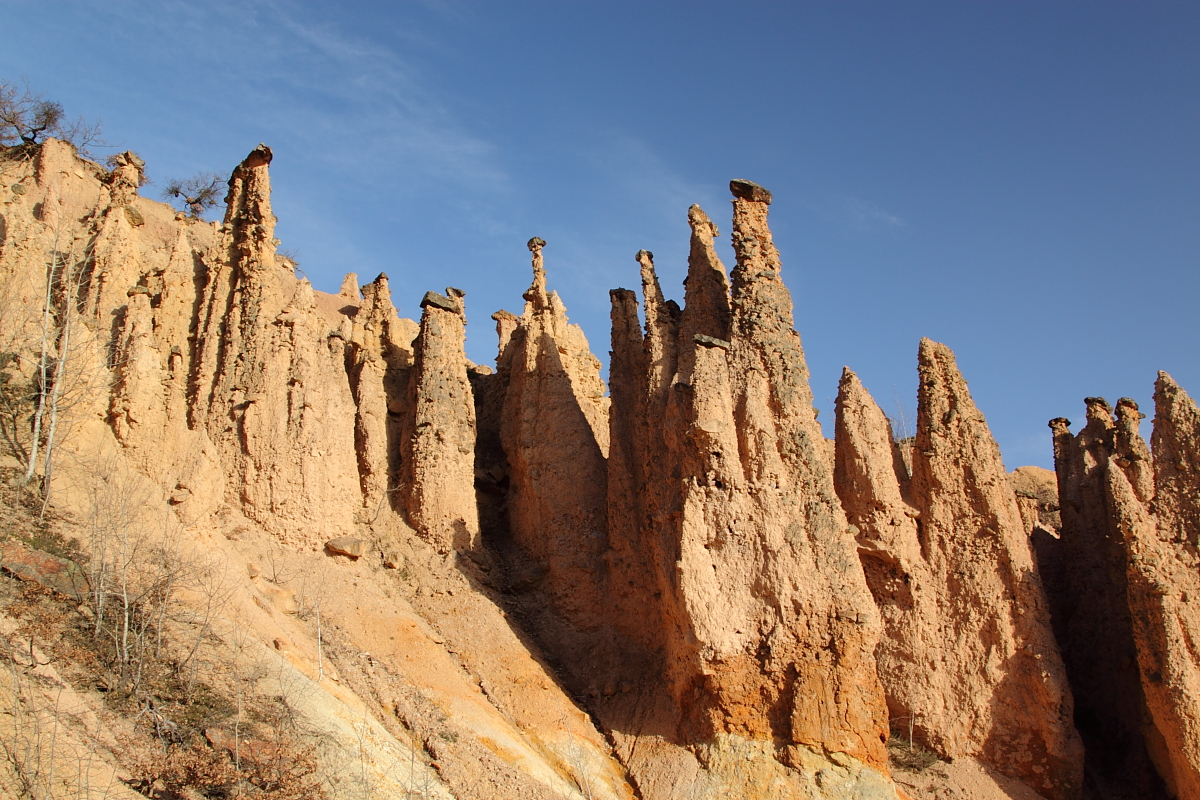